# Mahwah
Mahwah is een plaats (census-designated place) in de Amerikaanse staat New Jersey, en valt bestuurlijk gezien onder Bergen County. Het is qua oppervlakte veruit de grootste gemeente van Bergen County.

## Ligging
Mahwah ligt in het noordelijk puntje van Bergen County, op de grens met de staat New York, nabij de Ramapo Mountains en de Ramapo River (die door het westelijke gedeelte van Mahwah stroomt).
| Aangrenzende plaatsen  | Aangrenzende plaatsen     | Aangrenzende plaatsen | Aangrenzende plaatsen | Aangrenzende plaatsen |
| ---------------------- | ------------------------- | --------------------- | --------------------- | --------------------- |
| Ringwood               |                           | Hillburn Ramapo       |                       | Suffern Airmont       |
|                        |                           |                       |                       |                       |
| Ringwood               | Ramsey Upper Saddle River |                       |                       |                       |
|                        |                           |                       |                       |                       |
| Franklin Lakes Oakland |                           | Wyckoff               |                       | Allendale             |

## Geschiedenis
De naam "Mahwah" is afgeleid van het Lenape-woord "mawewi", dat "plaats van samenkomst" betekent. De Lenape-indianen zijn de oorspronkelijke inheemse bevolking. De eerste blanke nederzetting dateert van 10 augustus 1700, toen de Nederlandse Blandina Kiersted Bayard hier een handelspost vestigde. Na een reeks van bestuurlijk-geografische splitsingen en samenvoegingen werd het huidige Mahwah vastgesteld op 7 november 1944.

## Economie
In de periode 1955–1980 was Ford Motor Company de drijvende economische kracht in Mahwah.
Verdere grote bedrijven zijn:

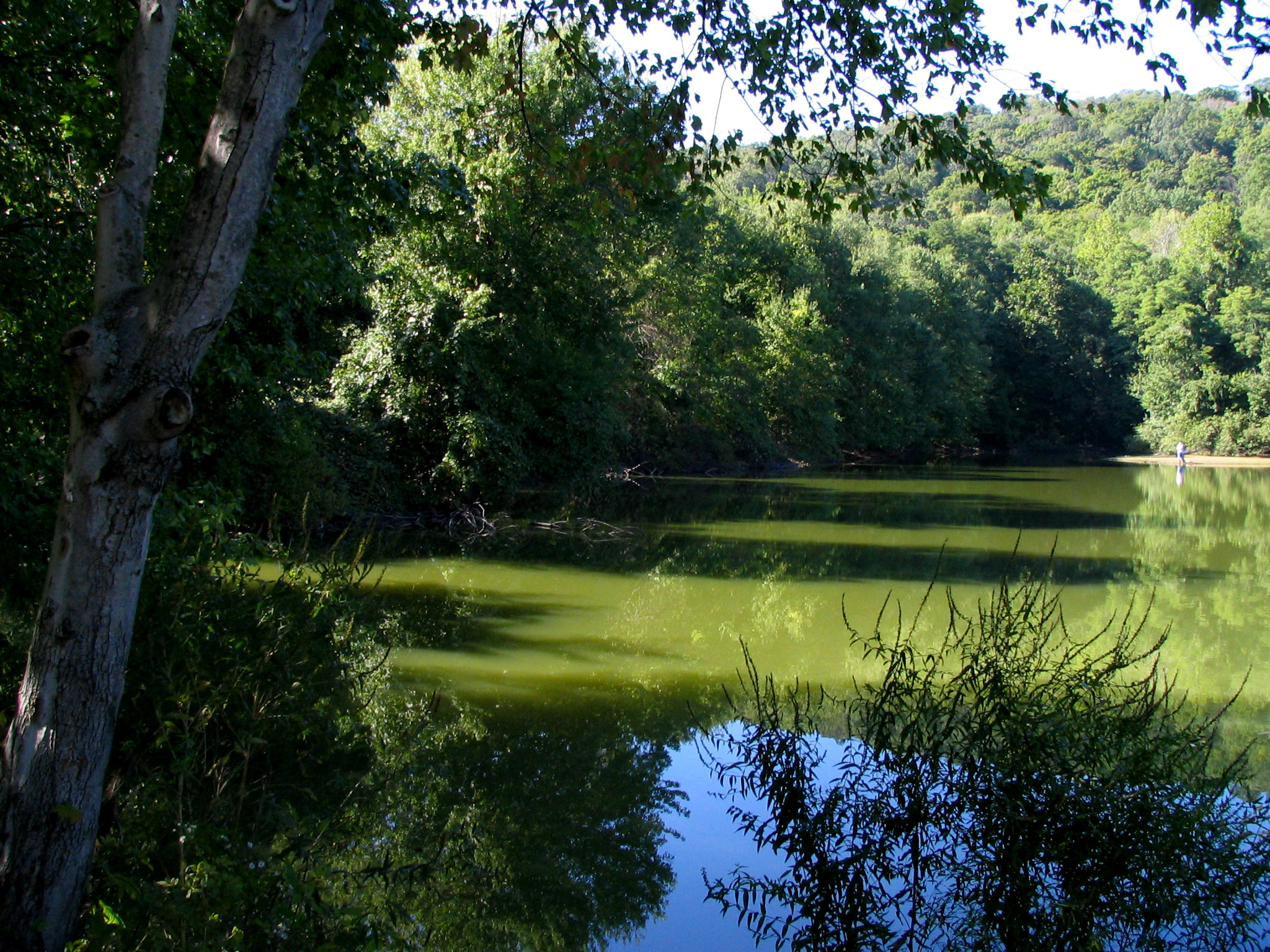
De Scarlet Oak Pond in de Ramapo Mountain Reservation

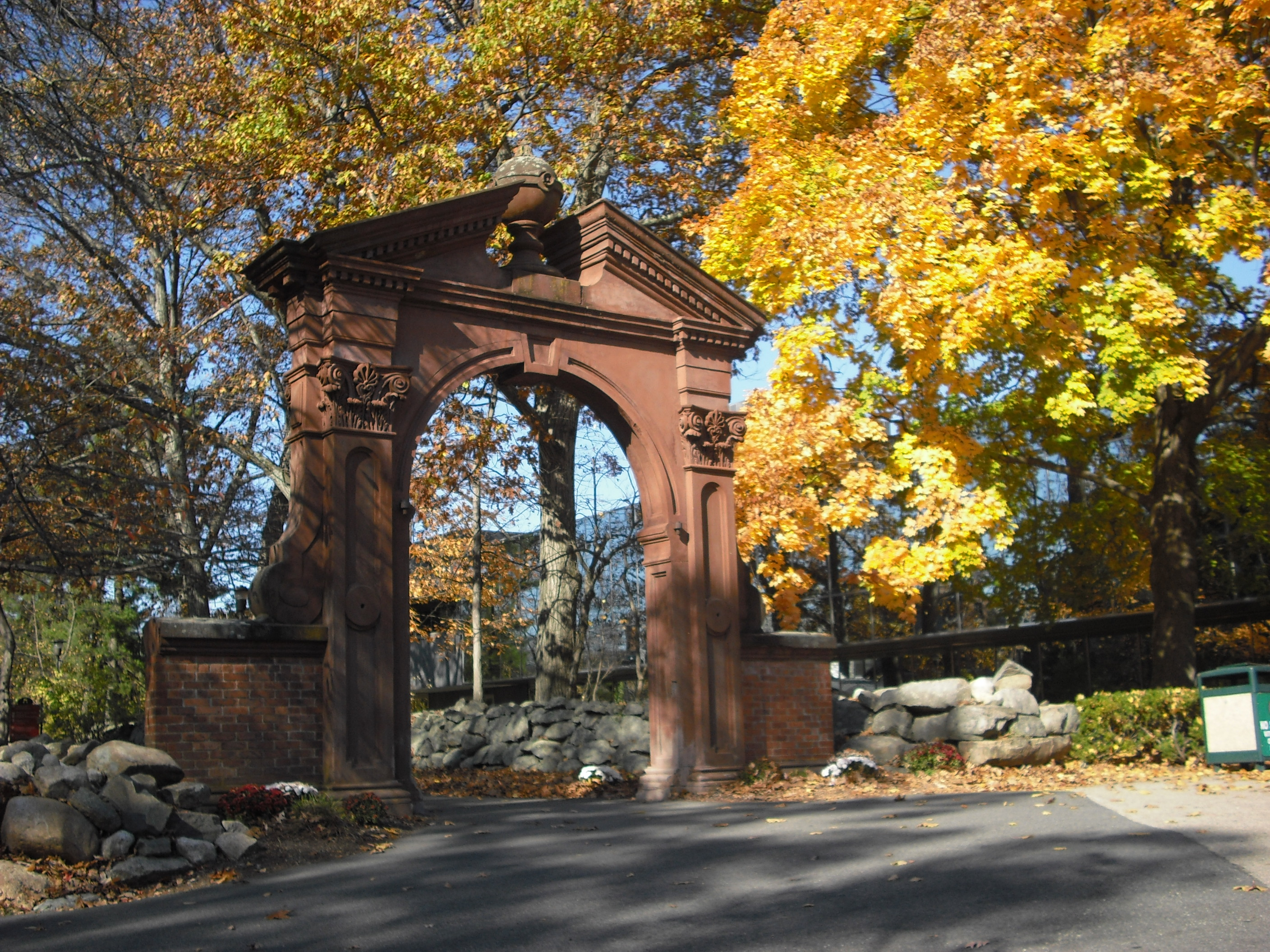
De ingang van het Ramapo College

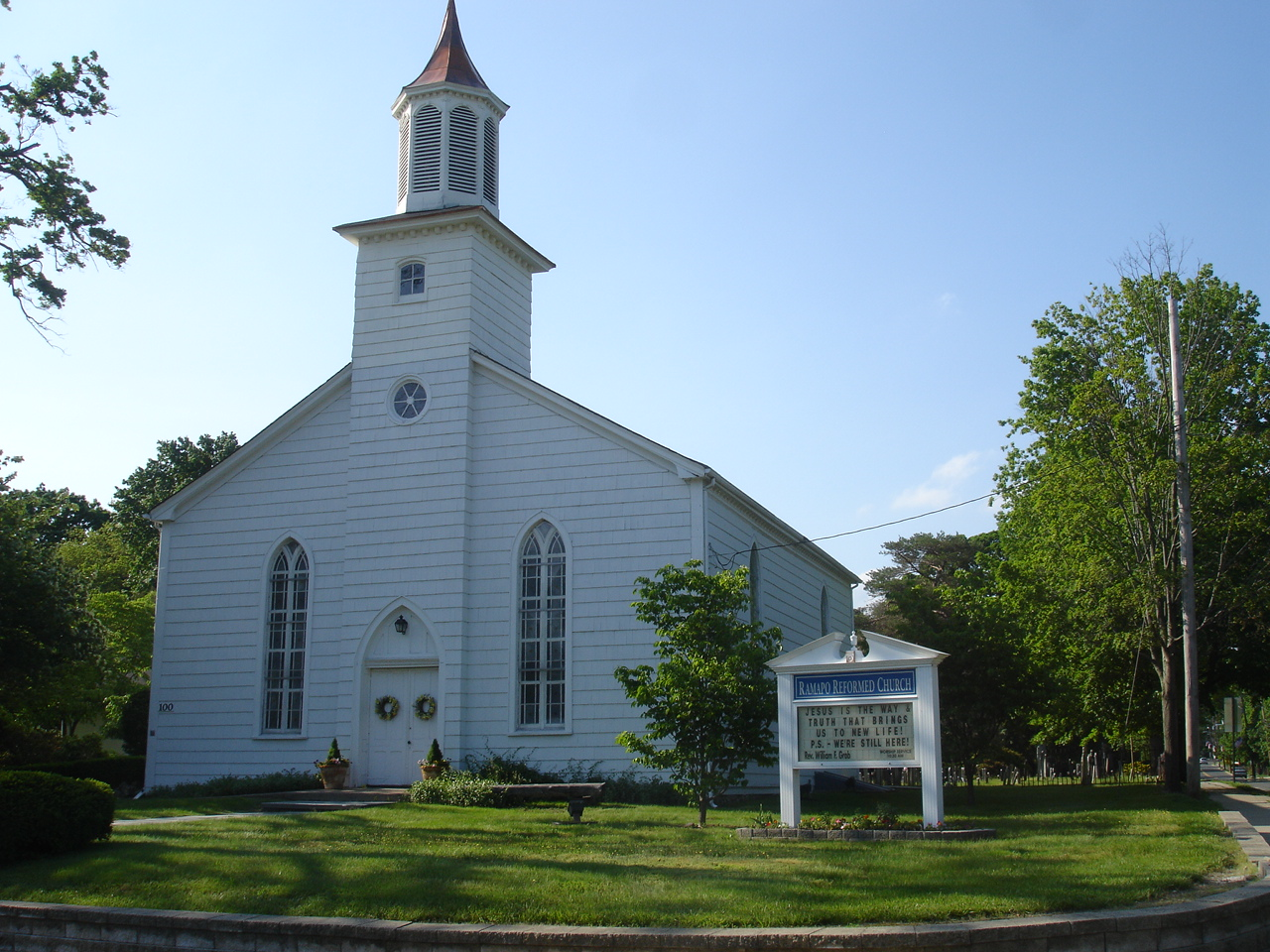
Nederlands Hervormde kerk van Mahwah

- het Noord-Amerikaanse hoofdkwartier van Jaguar Cars en Land Rover
- uitgeverij Lawrence Erlbaum Associates
- computercentrum van de New York Stock Exchange
- Amerikaanse vestiging van Sharp Electronics
- technologisch hoofdkwartier van UPS

## Parken
Op het grondgebied van Mahwah liggende natuurgebieden zijn de Ramapo Mountain Reservation, de Campgaw Mountain Reservation en het Darlington County Park.

## Onderwijs
Naast een reeks basisscholen en enkele high schools kent de plaats het Ramapo College (een in 1969 gestichte universiteit met zesduizend studenten) en een instituut voor beroepsopleidingen (Lincoln Technical Institute).

## Sport
Van 1976 tot en met 2001 vond in Mahwah jaarlijks het A&P Tennis Classic-toernooi plaats, in augustus tijdens de aanloop naar het US Open. Ook het WTA-toernooi van Mahwah (1978–1989) werd in augustus gespeeld.

## Religie
Mahwah bezit een Nederlands Hervormde kerk.

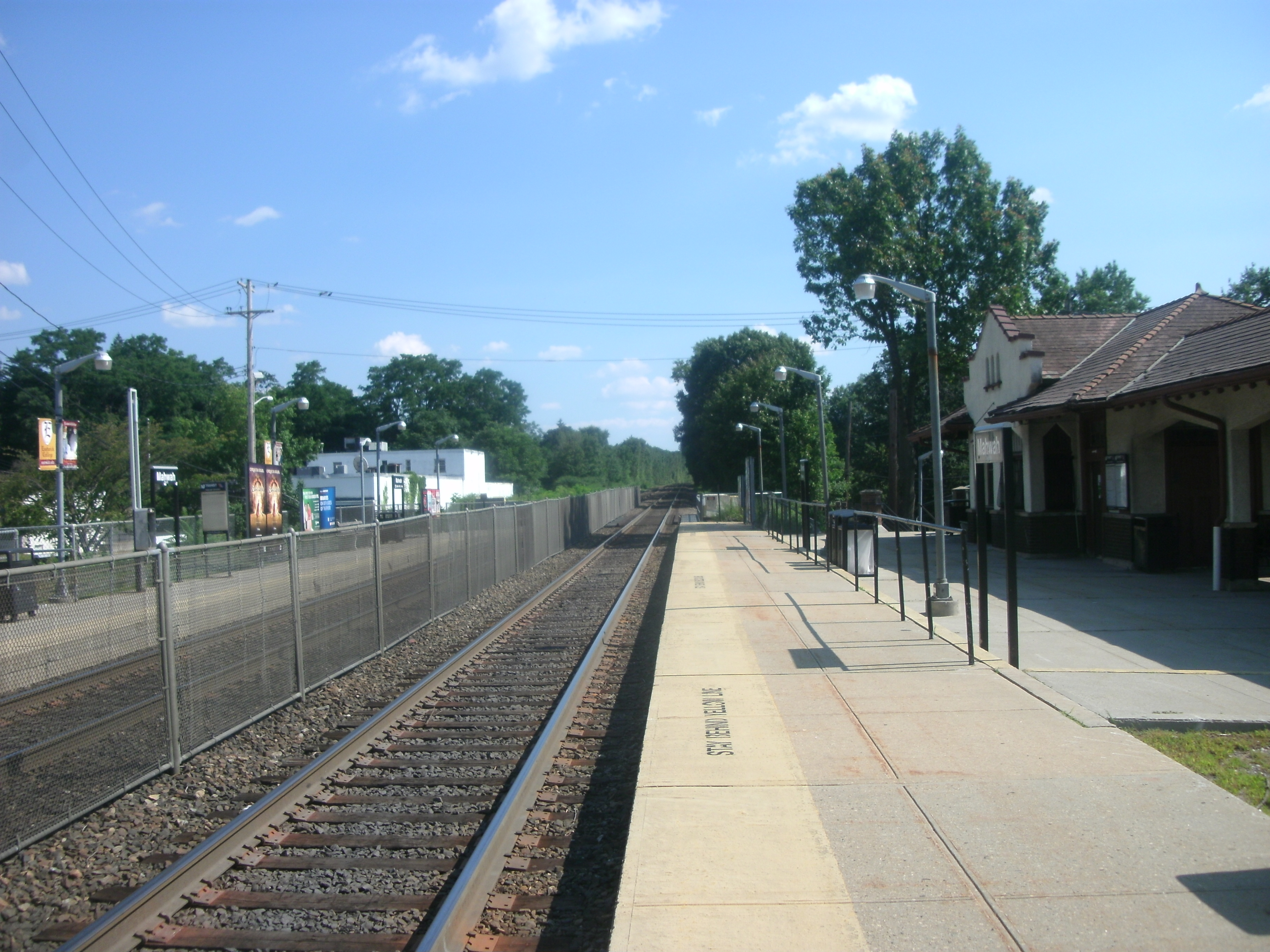
Het NJT-station in Mahwah

## Verkeer en vervoer
Wegennet – Van de circa 180 km wegen wordt driekwart door de gemeente onderhouden, 18% door Bergen County en 7% door New Jersey. De Interstate 287 en de New Jersey Route 17 komen in Mahwah samen. Ook de Ramapo Valley Road (US Route 202) leidt door Mahwah. De Interstate 87 (op deze locatie onderdeel van de New York State Thruway) ligt net buiten het grondgebied van Mahwah, in Suffern.
Openbaar vervoer – Het treinvervoerbedrijf New Jersey Transit (NJT) heeft een station in Mahwah. Busmaatschappij Short Line exploiteert een verbinding met Midtown Manhattan.

## Bekende bewoners
De volgende personen wonen of woonden in Mahwah:
- Jane Wyatt (1910–2006), actrice
- Les Paul (1915–2009), gitarist en uitvinder
- Foxy Brown (geb. 1979), rapper